# Конвой QP-2
QP-2 — арктический конвой времён Второй мировой войны.
Малый океанский тихоходный специальный конвой, вышедший из Архангельска 3 ноября 1941 года. Прибыл в Керкуолл 17 ноября 1941 года.

## Состав конвоя

### Грузовые суда
Торговые суда, тоннажем от 2500 до 7400, (тоннаж/год спуска на воду):
- Английские грузовые суда:
  - Atlantic, (5414/1939) (командующий группы торговых судов)
  - Blairnevis (4155/02.1930)
  - Gemstone (4986/1938)
  - Harmonic (4558/1930)
  - Lorca (4875/1931)
  - River Afton (5479/1935)
- Панамские грузовые суда:
  - Capira (5565/1920)
  - North King (4934/1903) (первый заместитель командующего группы торговых судов)
- Бельгийское грузовое судно:
  - Ville D’Anvers (7462/1920)
- Советские грузовые суда: 
  - Чернышевский (3,588/1919)
  - Ижора (2,815/1921)
  - Степан Халтурин (2,498/1921)

### Эскорт
- Крейсера и эсминцы:
  - HMS Eclipse (H08) — эсминец. Заложен: 22 марта 1933. В составе эскорта с 3 до 17 ноября 1941 года.
  - HMS Icarus (D03) — эсминец. Заложен: 9 марта 1936. В составе эскорта с 3 до 17 ноября 1941 года.
  - HMS Norfolk (78) — тяжёлый крейсер типа County. В составе эскорта с 3 до 11 ноября 1941 года.
- Тральщики:
  - HMS Bramble (J11) — тральщик. Спущен на воду в 1938 году. В составе эскорта с 3 до 5 ноября 1941 года.
  - HMS Leda (J93) — тральщик. Спущен на воду в 1937 году. В составе эскорта с 3 до 5 ноября 1941 года.
  - HMS Seagull (J85) — тральщик, заложен: 15 февраля 1937. В составе эскорта с 3 до 5 ноября 1941 года.
  - HMS Windermere (FY 207) — В составе эскорта с 11 до 13 ноября 1941 года.
- Корветы
  - HMT Celia (T134) — корвет Шекспировского класса[1]. В составе эскорта с 11 до 13 ноября 1941 года.